# 嘉島町立嘉島東小学校
嘉島町立嘉島東小学校（かしまちょうりつ かしまひがししょうがっこう）は、熊本県上益城郡嘉島町にある小学校。

## 沿革
- 1874年（明治7年） - 六嘉小学校創立。
- 1875年（明治8年） - 井寺小学校創立。
- 1877年（明治10年） - 北甘木小学校創立。丁丑の役により全校閉校。
- 1878年（明治11年） - 六嘉小学校が上六嘉、下六嘉に分散開校。
- 1879年（明治12年） - 石花原に六嘉小学校開校。
- 1887年（明治20年） - 北甘木古屋敷に尋常食官泉小学校創立。
- 1893年（明治26年） - 合併し六嘉尋常小学校創立。
- 1906年（明治39年） - 六嘉尋常高等小学校と改称。
- 1941年（昭和16年） - 六嘉国民学校と改称。
- 1947年（昭和22年） - 六嘉村立六嘉小学校と改称。
- 1955年（昭和30年） - 嘉島村立嘉島東小学校と改称。
- 1969年（昭和44年） - 嘉島町立嘉島東小学校と改称。